# Leah Smith
Pour les articles homonymes, voir Smith.
Leah Smith est une nageuse américaine née le 19 avril 1995. Elle remporte la médaille de bronze du 400 m nage libre et la médaille d'or du relais 4 × 200 mètres nage libre aux Jeux olympiques d'été de 2016 à Rio de Janeiro.

## Palmarès

### Championnats du monde en grand bassin
- Championnats du monde 2015 à Kazan :
  -  Médaille d'or du relais 4 × 200 m nage libre
- Championnats du monde 2017 à Budapest :
  -  Médaille d'or du relais 4 × 200 m nage libre
- Championnats du monde 2019 à Gwangju :
  -  Médaille d'argent du relais 4 × 200 m nage libre (participe uniquement aux séries).
- Championnats du monde 2022 à Budapest :
  -  Médaille d'or du relais 4 × 200 m nage libre.
- Championnats du monde 2023 à Fukuoka :
  -  Médaille d'argent du relais 4 × 200 m nage libre (participe uniquement aux séries).